# عملية العصفور الأزرق
عملية العصفور الأزرق تفشل في القبائل، قررت المخابرات الفرنسية تشكيل جيش عميل من الجزائريين لمحاربة جيش التحرير الوطني، وذلك بعد فشل المدعو الجنرال “بلونيس” كانت المحاولة هي تجند عملاء جزائريين من سكان منطقة القبائل لصد المجاهدين حيث تم إسناد المهمة إلى عناصر المنطقة العسكرية العاشرة للجيش الفرنسي بالتعاون مع بعض أفراد قبائليين عاملين في جهاز المخابرات الفرنسية. DST.
لم يتناول الإعلام الفرنسي هذه الواقعة المتمثلة في انهزام مخابراتها، إلا بعد مرور عشرة أشهر، ولم يكن وقع الفضيحة على المخابرات الفرنسية فحسب، وإنما على فرنسا بقوتها العسكرية والصناعية، وما يليها من علم وثقافة وتلك هذه قصة العصفور الأزرق الذي تربى في عش فرنسا ثم طار ليرفرف ويحط في قمم جبال الجزائر الشامخة وذلك هو الانتصار الذي حققه جهاز المخابرات الجزائرية وهو عز تأسيسه..لازال في مهده وتغلب على أقوى جهاز في أوروبا. ولأن الانتصار لا يعود في أصله إلى قوة عسكرية، وإنما يعود أصلا إلى الإيمان بقضية ما..لما كانت قضية إيمان الجزائريين هي تحرير الجزائر من بطش الاستعمار.